# João Lopes Martins
João Lopes da Silva Martins Júnior (Porto, 9 de Dezembro de 1866 — Porto, 11 de Março de 1945) foi um oficial do Exército Português, médico e professor de Medicina na Escola Médico-Cirúrgica do Porto e depois na Universidade do Porto. Foi diretor da Faculdade de Medicina e vice-reitor da Universidade do Porto (1922-1923) e depois reitor dessa mesma (1927-1928).
Militante do Partido Republicano Democrático, exerceu funções ministeriais durante a Primeira República Portuguesa como Ministro da Instrução Pública (19 de Junho a 29 de Novembro de 1915) no governo presidido por José de Castro.

## Publicações
- João Lopes da Silva Martins Júnior, Os epilépticos em medicina legal. Porto : Typ. Occidental, 1895 (dissertação de concurso apresentada à Escola Médico-Cirúrgica do Porto).